# جيف ديفيز
جيف ديفيز (بالإنجليزية: Geoff Davies)‏ (1 يوليو 1947 المملكة المتحدة - ) هو لاعب كرة قدم بريطاني يلعب كلاعب وسط.